# (1772) Гагарин
(1772) Гагарин (лат. Gagarin) — типичный астероид главного пояса, который был открыт 6 февраля 1968 года советским астрономом Людмилой Черных в Крымской обсерватории и 25 сентября 1971 года (Циркуляр № 3185) был назван в честь лётчика-космонавта СССР, Героя Советского Союза, первого человека, совершившего полёт в космическое пространство — Юрия Алексеевича Гагарина.

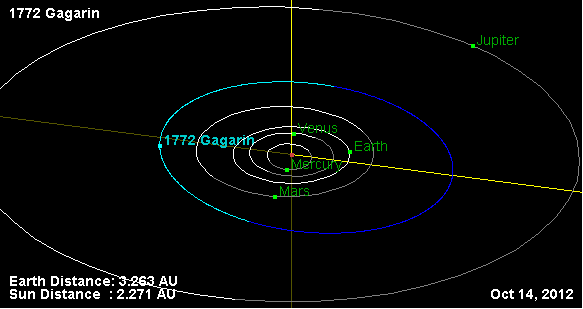
Орбита астероида Гагарин и его положение в Солнечной системе